# Gens Terentia
La gens Terentia era una gens romana presente durante la Repubblica Romana di origine plebea. L'etimologia del nome viene fatta risalire a terenus, parola sabina che significa soffice, tenero.
Il primo ad accedere alla massima carica della Repubblica fu Gaio Terenzio Varrone, che fu eletto console nel 216 a.C. e divenne famoso soprattutto per essere stato sconfitto da Annibale nella battaglia di Canne.

## Itria nominausati dalla gens
I prenomina utilizzati dalla gens furono Marcus, Gaius, Publius, Quintus per gli uomini, Terentia per le donne. I cognomina usati dalla gens furono Afer, Varro, Scaurus e Culleo per gli uomini, Alba per le donne.

## Membri illustri della gens
- Gaio Terenzio Varrone (Gaius Terentius Varro): vissuto nel III secolo a.C., fu console nel 216 a.C.;
- Quinto Terenzio Culleo (Quintus Terentius Culleo): vissuto nel III secolo a.C., fu un senatore catturato da Annibale durante la Seconda Guerra Punica;
- Publio Terenzio Afro (Publius Terentius Afer): vissuto nel II secolo a.C., fu un commediografo;
- Marco Terenzio Varrone (Marcus Terentius Varro): vissuto nel II secolo a.C., fu uno storico;
- Marco Terenzio Varrone Lucullo (Marcus Terentius Varro Lucullus): vissuto nel I secolo a.C., fu console nel 73 a.C.;
- Publio Terenzio Varrone Atacino (Publius Terentius Varro Atacinus): vissuto nel I secolo a.C., fu un poeta;
- Terenzio Massimo (Terentius Maximus): vissuto nel I secolo d.C., fu un usurpatore sotto Tito;
- Decimo Terenzio Scauriano (Decimus Terentius Scaurianus), consolare, governatore provinciale di Dacia (106-114) e Mesopotamia (115-117?);
- Quinto Terenzio Scauro (Quintus Terentius Scaurus): vissuto nel II secolo d.C., fu un grammatico;